# Trilepida koppesi
Espèce
Synonymes
- Leptotyphlops koppesi (Amaral, 1955)
- Tricheilostoma koppesi (Amaral, 1955)

Trilepida koppesi est une espèce de serpents de la famille des Leptotyphlopidae.

## Répartition
Cette espèce est endémique du Brésil. Elle se rencontre dans les États de Goiás et du Mato Grosso et dans le District fédéral.

## Description
Trilepida koppesi mesure au maximum 28 cm, dont 2,5 cm pour la queue, pour les mâles et 34 cm, dont 2 cm pour la queue, pour les femelles.

## Publications

### Publication originale
- Amaral, 1955 : Contribuição ao conhecimento dos ofídios neotrópicos: 14. Descrição de duas espécies novas de "cobra-cega" (fam. Leptotyphlopidae). Memórias do Instituto Butantan, Sao Paulo, vol. 26, p. 203-205.

### Classification actuelle
- (en) Hedges, « The type species of the threadsnake genus Tricheilostoma Jan revisited (Squamata, Leptotyphlopidae) », Zootaxa, vol. 3027,‎ 2011, p. 63-64 (DOI 10.11646/zootaxa.3027.1.7)